# ŠNK Lokomotiva Kutina
ŠNK Lokomotiva je nogometni klub iz Kutine.
Trenutačno se natječe u 2. ŽNL Sisačko-moslavačkoj.